# Tea Bonelli
Aristea Bertasi, nota come Tea Bonelli (Milano, 6 marzo 1911 – Bologna, 6 agosto 1999), è stata un'editrice e disegnatrice italiana.

## Biografia
Nata a Milano da genitori originari del Polesine, moglie di Giovanni Luigi "Gianluigi" Bonelli e madre di Sergio Bonelli, durante la Seconda guerra mondiale lei e il figlio lasciano Milano durante i bombardamenti e sfollano in Liguria, mentre il marito si rifugia in Svizzera e successivamente (ma per conto suo) in Liguria.
Al termine del conflitto, Gianluigi Bonelli si presenta con una nuova compagna. La separazione è però consensuale e Gianluigi, per garantire un sostentamento a Tea e al figlio, le cede la sua casa editrice di fumetti, le Edizioni Audace, che poi diventerà nel 1988 la Sergio Bonelli Editore, rimanendone collaboratore freelance.
Da casalinga, che secondo il figlio Sergio "non credo che abbia mai letto un fumetto prima del 1946", diviene quindi editrice, dimostrando notevoli qualità imprenditoriali.
Quando l'ex marito, nel 1948, ha in mente due pubblicazioni fumettistiche, Occhio Cupo e Tex, è lei ad assumere il disegnatore Aurelio Galleppini, creando una delle coppie di autori di fumetti più celebri e durature di sempre nel campo dei fumetti; Occhio Cupo chiuse dopo dodici numeri ma l'altra serie, il western Tex, raggiunge presto notevole successo venendo pubblicata ininterrottamente dal 1948.
Senza mai essere accreditata, Tea Bonelli effettua di sua mano qualche disegno.
Viene tumulata in un'edicola del Cimitero Monumentale di Milano.

## Riconoscimenti
Le venne intitolato "Largo Tea Bertasi Bonelli", nel territorio del Municipio IX di Roma.